# Боярышник шероховатолистный
Боярышник шероховатолистный (лат. Crataegus scabrifolia) — кустарник или небольшое дерево, вид рода Боярышник (Crataegus) семейства Розовые (Rosaceae).

## Распространение и экология
В природе ареал вида охватывает южные районы Китая.
Вне Китая в культуре с 1909 года. В Англии зимостоек и плодоносит.

## Ботаническое описание
Дерево высотой до 6—9 м, растущее нередко кустообразно, с пурпурно-коричневыми ветками. Колючки обычно отсутствуют или немногочисленные, длиной до 1,5 см.
Листья яйцевидные, продолговато-яйцевидные или узкоэллиптические, цельные или неглубоко-лопастные, мелкозубчатые, длиной 3,5—7,5 см, шириной 1,5—4 см, голые, блестящие, тёмно-зелёные. Черешки голые, длиной около 1 см; прилистники полусердцевидные, длиной около 1 см.
Соцветия голые, 10—15-цветковые, диаметром до 5 см. Цветки диаметром до 1,5 см, с кремово-белыми лепестками; чашелистики треугольные, остроконечные, цельнокрайные. Тычинок 20, с розовыми пыльниками; столбики в числе 5.
Плоды шаровидные или несколько грушевидные, длиной до 3 см, диаметром 2,3 см, тускло-красные; косточек 5.

## Таксономия
Вид Боярышник шероховатолистный входит в род Боярышник (Crataegus) трибы Pyreae подсемейства Спирейные (Spiraeoideae) семейства Розовые (Rosaceae) порядка Розоцветные (Rosales).
|  |                                      |  |                                                              |                                                              |                   |  | ещё 8 семейств (согласно Системе APG III) | ещё 8 семейств (согласно Системе APG III)    |                                              |  |  |  | ещё 7 триб (согласно Системе APG III)         | ещё 7 триб (согласно Системе APG III)         |  |  |  |  | ещё от 200 до 300 видов | ещё от 200 до 300 видов |
|  |                                      |  |                                                              |                                                              |                   |  | ещё 8 семейств (согласно Системе APG III) | ещё 8 семейств (согласно Системе APG III)    |                                              |  |  |  | ещё 7 триб (согласно Системе APG III)         | ещё 7 триб (согласно Системе APG III)         |  |  |  |  | ещё от 200 до 300 видов | ещё от 200 до 300 видов |
|  |                                      |  |                                                              | порядок Розоцветные                                          |                   |  |                                           |                                              | подсемейство Спирейные                       |  |  |  |                                               | род Боярышник                                 |  |  |  |  |                         |                         |
|  |                                      |  |                                                              | порядок Розоцветные                                          |                   |  |                                           |                                              | подсемейство Спирейные                       |  |  |  |                                               | род Боярышник                                 |  |  |  |  |                         |                         |
|  | отдел Цветковые, или Покрытосеменные |  |                                                              |                                                              | семейство Розовые |  |                                           |                                              | триба Pyreae                                 |  |  |  | вид Боярышник шероховатолистный               |                                               |  |  |  |  |                         |                         |
|  | отдел Цветковые, или Покрытосеменные |  |                                                              |                                                              |                   |  |                                           |                                              |                                              |  |  |  |                                               |                                               |  |  |  |  |                         |                         |
|  |                                      |  | ещё 44 порядка цветковых растений (согласно Системе APG III) | ещё 44 порядка цветковых растений (согласно Системе APG III) |                   |  |                                           | ещё 8 подсемейств (согласно Системе APG III) | ещё 8 подсемейств (согласно Системе APG III) |  |  |  | ещё около 60 родов (согласно Системе APG III) | ещё около 60 родов (согласно Системе APG III) |  |  |  |  |                         |                         |
|  |                                      |  |                                                              | ещё 44 порядка цветковых растений (согласно Системе APG III) |                   |  |                                           |                                              | ещё 8 подсемейств (согласно Системе APG III) |  |  |  |                                               | ещё около 60 родов (согласно Системе APG III) |  |  |  |  |                         |                         |